# Cofre de gremio

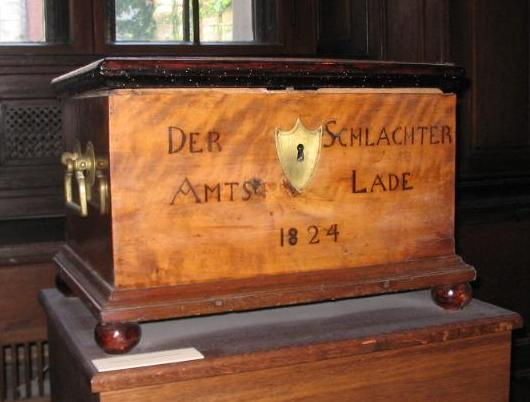
Cofre de un gremio de carniceros, 1824, Märkisches Museum (Berlín)

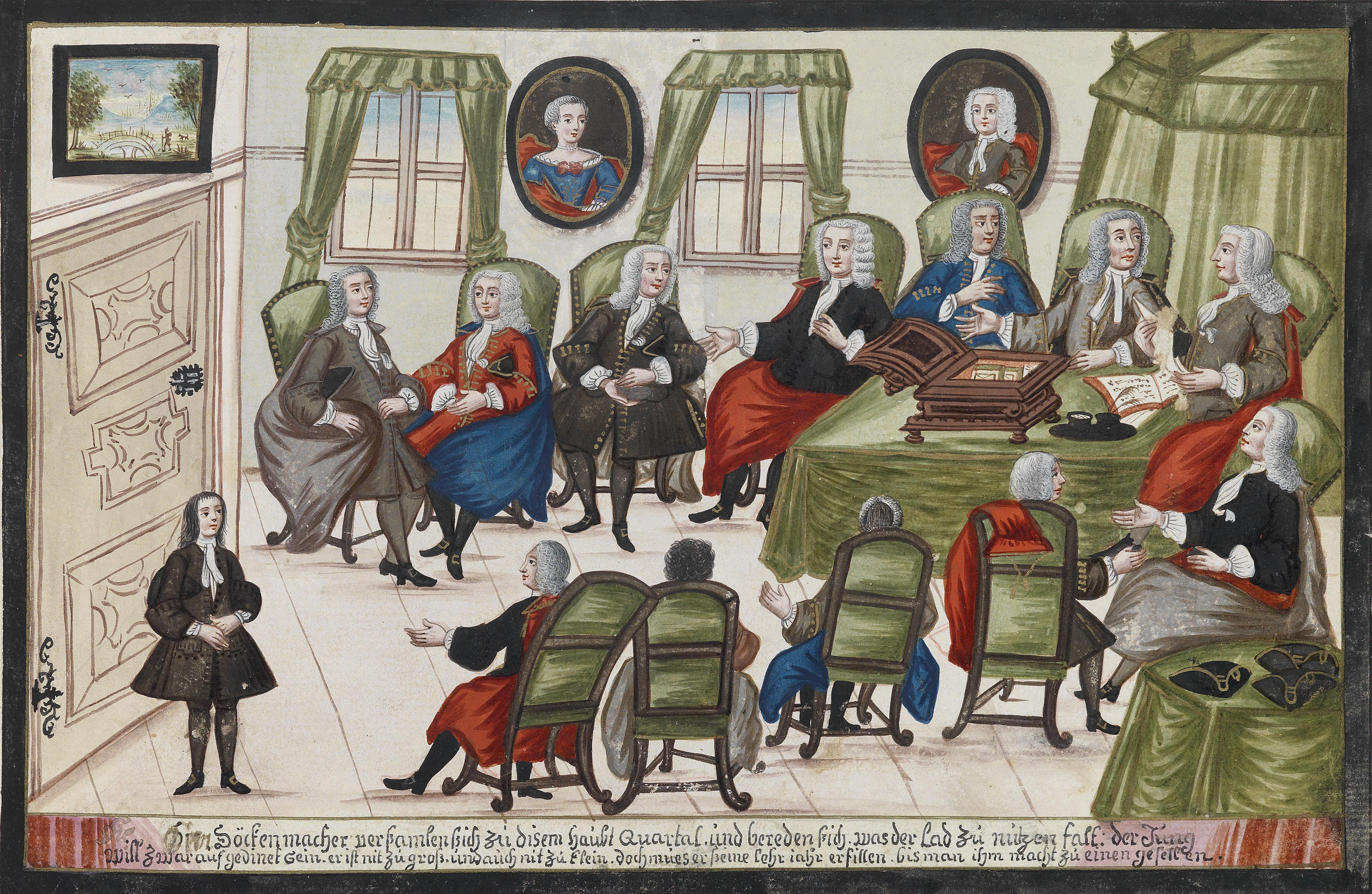
Reunión del gremio de fabricantes de mantas de Viena con un cofre abierto, alrededor de 1736

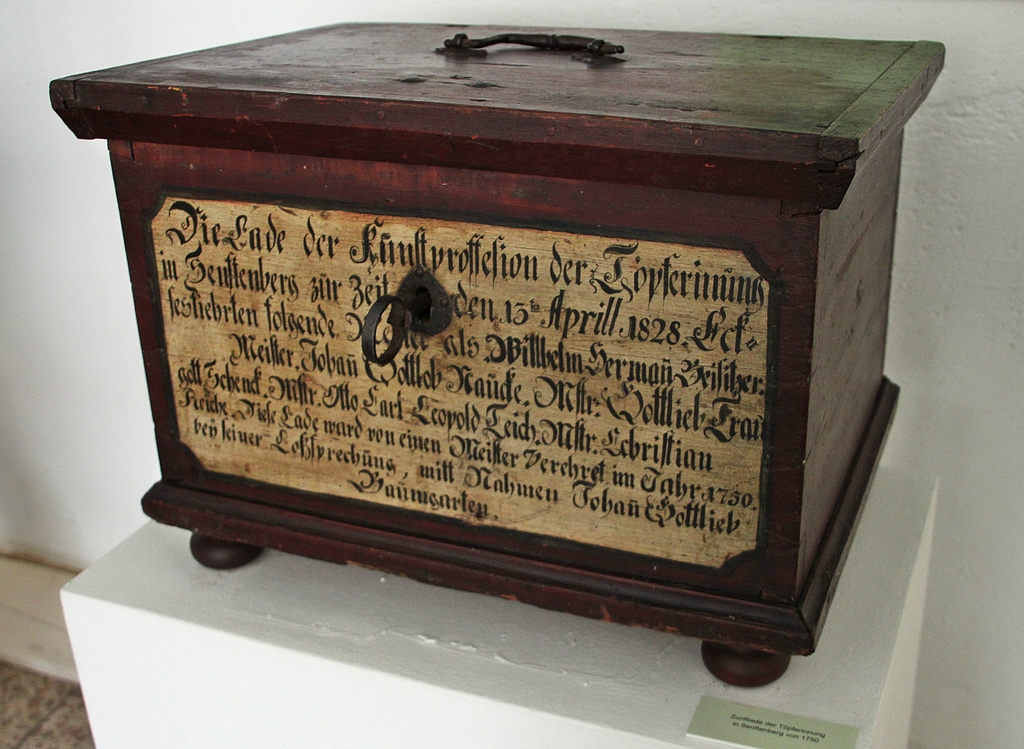
Cofre gremial del gremio de alfareros de Senftenberg, 1750 / renovado en 1828

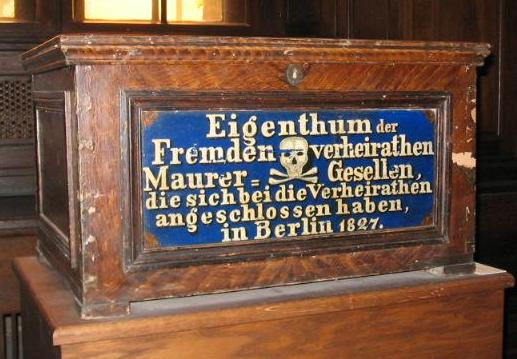
Cofre de una corporación de albañiles extranjeros, Berlín, 1827, Märkisches Museum (Berlín)

Un cofre de gremio, arca de gremio o cofre de oficio es un mueble de almacenamiento en forma de caja de la antigua posesión de un gremio, que se distingue por inscripciones y/o emblemas. No sólo conservaba sus documentos y objetos de valor importantes, sino que también desempeñaba un papel especial en sus actos y ceremonias oficiales.
Además, el término Lade (cajón) se utilizaba en el sentido de una pars pro toto como sinónimo de gremio; en el norte de Alemania también específicamente para las "Totenladen" (sarcófagos) de los artesanos, así como para las corporaciones de oficiales ("Gesellenladen").

## Significado
Los documentos más importantes del gremio estaban a buen recaudo en los cofres del gremio. Entre ellos se encontraban los privilegios concedidos por las autoridades, los libros del gremio con los artículos, los estatutos y las listas de nombres, por supuesto los activos financieros y los sellos, y todo lo que pertenecía a las posesiones valiosas del gremio, como las copas, los vasos de bienvenida (Willkomm) y las jarras de estaño o plata. El cofre "simbolizaba el prestigio y el poder económico del oficio, su respetabilidad y reputación".
Los cofres de los gremios también desempeñaban un papel importante en el derecho y las costumbres de los mismos. Debido a esta posición especial, se diseñaron de la forma más elaborada posible.

## Diseño
Los cofres se fabricaban preferentemente con maderas de alta calidad y se decoraban con tallas o marquetería, si bien los gremios y cofradías más pobres a menudo tenían que conformarse con arcas de maderas blandas pintadas. El escudo del gremio rara vez faltaba en la decoración. Para protegerse de la malversación, varios maestros tenían cada uno una llave; sólo juntos podían abrir el cofre de seguridad múltiple. Dado que el cofre abierto era de gran importancia en las ceremonias, el interior de la tapa también solía estar decorada y diseñada. Se ha intentado clasificar los cofres gremiales de Estiria en tres grupos en función de su complejidad pero, al observar el área de habla alemana en su conjunto, se notan transiciones suaves entre formas de cofres muy simples y muy elaboradas

## El cofre de gremio en las costumbres y el derecho
El cofre gremial asumía una función muy especial en las reuniones de los gremios, pues en ellos se trataban todos los asuntos importantes de la comunidad, actuando así como el "órgano más importante de los gremios".
En las reuniones del gremio en las que prevalecía un cierto orden de los asientos, el cofre del gremio, traído de la casa del representante del mismo, se abría en solemne ceremonia al comienzo de la reunión. En ocasiones especiales se colocaba entre velas encendidas. Mientras el cofre estuviera abierto, debía evitarse toda bebida, se prohibía estrictamente toda palabra incorrecta, así como los juegos de cartas y dados, y se debían dejar las armas. En cuanto el cofre se desbloqueaba, la sesión tenía "fuerza y poder". Cerrar el cofre significaba la interrupción o conclusión de la sesión legalmente válida. Con el cofre abierto, se trataron todos los asuntos esenciales del gremio. Ante él, el aprendiz era absuelto, el oficial era nombrado maestro y se resolvían las disputas.

### Custodia del cofre del gremio
El cofre del gremio solía guardarse en la casa del maestro del gremio o en la casa del gremio. Si se guardaba en la casa del maestro del gremio, había que llevarlo a su casa cada vez que se instalaba un nuevo maestro. Este rito se llamaba "Ladumtragen" (llevar el cofre). Dado que los gremios se disolvieron sólo unas décadas antes de la aparición de las colecciones de antigüedades y de los museos, encontramos un número relativamente grande de cofres gremiales, que suelen ser fácilmente identificables por las inscripciones y los escudos, en los museos de historia local y de la ciudad, en algunos casos a través de los archivos municipales.

## La organización jerárquica de los gremios enEstiria(Austria)
Los gremios principales se consideraban una especie de autoridad superior en materia de artesanía. Comunicaban los pedidos, los trasladaban a nuevos gremios y los confirmaban emitiendo documentos sellados.
Para la creación de un "un cuarto de cofre" (en alemán: "Viertellade") se requería el consentimiento del "cofre principal" (en alemán: "Hauptlade") y sus miembros también debían seguir las costumbres de esta autoridad superior en sus métodos de trabajo. Además, se les exigía el pago de una determinada cantidad de dinero cada año, que debía abonarse al "cofre principal" o cobrarse directamente a los maestros extranjeros. Los gremios o tiendas (en alemán Lade) de barrio se llamaron en un principio "un cuarto de cofre" porque debía crearse un gremio de este tipo en cada barrio (en alemán: Landesviertel) del país. Sin embargo, este término se generalizó con el paso del tiempo, porque muy pronto hubo más de cuatro gremios o tiendas en una zona.
En el siglo  XVII en Graz, muchos de los grandes gremios se declararon "tiendas principales". Los hasta entonces independientes gremios de las ciudades y mercados de Estiria, se redujeron al nivel de tiendas de barrio. En Graz se fundaron nuevas tiendas de barrio, de modo que hacia 1700 la mayoría de los grandes oficios tenían una organización nacional centrada en Graz. Sin embargo, en 1696 el gobierno prohibió a todos los gremios establecer tiendas principales y de barrio a su antojo y conceder privilegios y libertades por su cuenta. Esta prohibición no entró en vigor hasta el siglo XVIII y de manera gradual.